# Jagdzeugmeisterhaus
Das Jagdzeugmeisterhaus in der Kranichsteiner Straße 251 ist ein Bauwerk in Darmstadt-Kranichstein. Es ist aus architektonischen und stadtgeschichtlichen Gründen ein Kulturdenkmal.

## Geschichte und Beschreibung

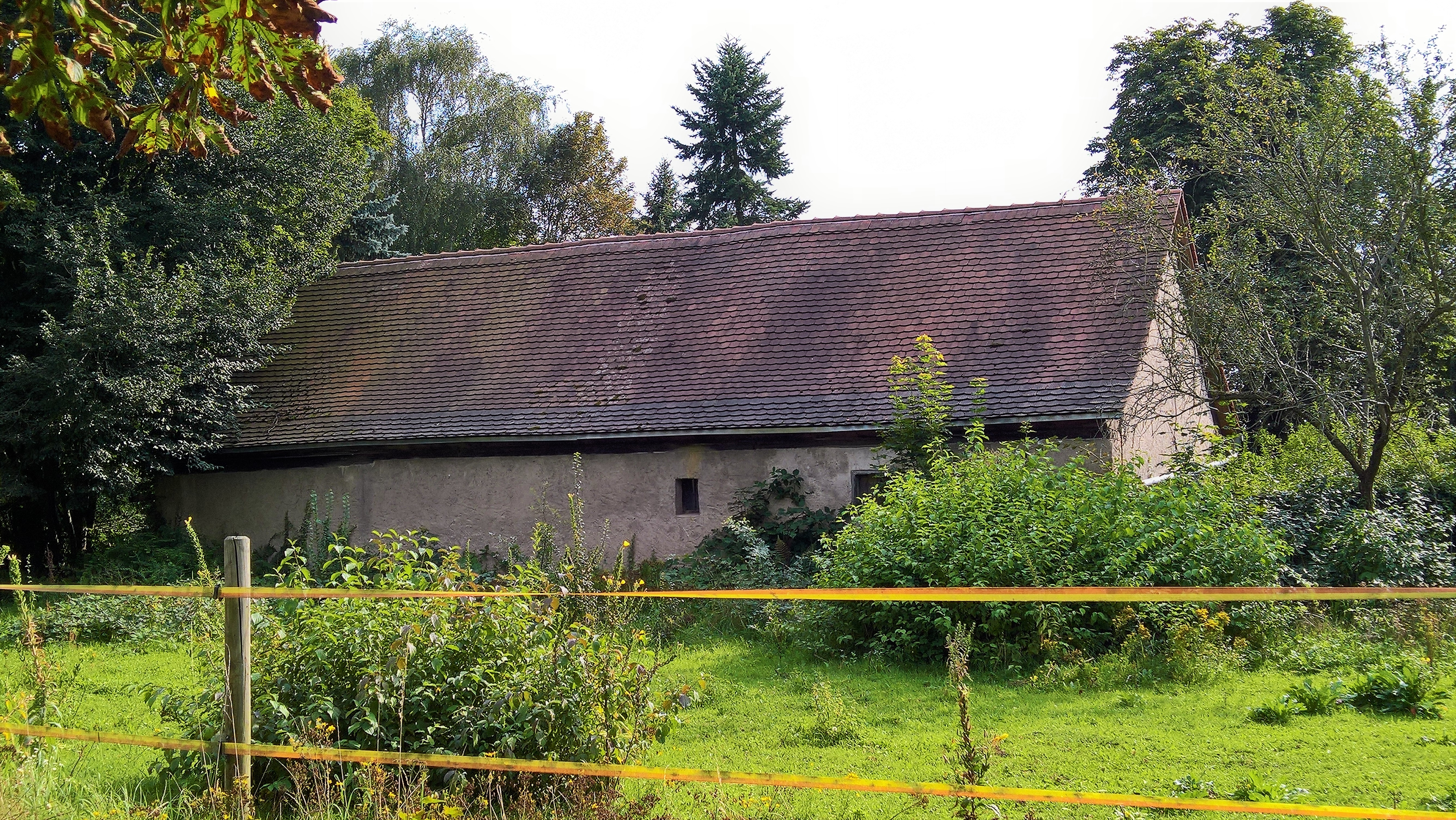
Die Scheune ist ebenfalls ein Kulturdenkmal

Das Jagdzeugmeisterhaus wurde um das Jahr 1800 erbaut. Das Wohnhaus mit der Scheune gehörte dem Jagdzeugmeister. Der Jagdzeugmeister war für die Verwaltung des Jagdzeughauses zuständig.
Zu dem Anwesen gehören das Jagdzeugmeisterhaus, die Scheune, die Stallungen und das Jagdzeugmeisterfeld. Auf dem Jagdzeugmeisterfeld baute der höfische Bedienstete einen Teil seiner Nahrungsmittel selbst an. Das zweigeschossige Haus besitzt ein Krüppelwalmdach.